# Night of the Wild – Die Nacht der Bestien
Night of the Wild – Die Nacht der Bestien (Originaltitel Night of the Wild) ist ein US-amerikanischer Tierhorrorfernsehfilm aus dem Jahr 2015 von Eric Red.

## Handlung
Ein grüner Meteorit schlägt in einer US-amerikanischen Kleinstadt ein. Die einstige Idylle der Hinterwaldgemeinde ist dahin. Seit dem Aufschlag des Himmelskörpers werden die Haus- und Nutztiere der Einwohner der Stadt aggressiv und gefährlich. Es kommt so weit, dass sich die Menschen mit Waffen gegen ihre Haustiere wehren müssen. Zu ihrem Entsetzen haben Patronenkugeln keine Wirkung: Getroffene Tiere werden nur noch wütender und rasender.
Rosalyn, die mal wieder Stress mit ihrer Stiefmutter hat, flüchtet mit Freunden in den naheliegenden Wald, um ein wenig zu campen. Auch sie werden schon bald von Tieren attackiert. Denn nicht nur die domestizierten Tiere sind aggressiv geworden, auch die Wildtiere im Wald attackieren die Menschen.

## Hintergrund

### Produktion
Die Aufnahmen in der Kleinstadt wurden in Hollywood im US-Bundesstaat Louisiana realisiert. Gedreht wurde außerdem auch in New Orleans. Die Dreharbeiten fanden vom 20. Mai 2015 bis zum 11. Juni 2015 statt. Im Gegensatz zu den meisten The-Asylum-Produktionen wurde hier auf CGI-Effekte bei den Tierangriffen verzichtet. Es handelt sich bei den Hunden um dressierte Tiere, die künstliche Prothesen als Körperteile – Prosthetic Effects – an Stuntleuten herausreißen.

### Veröffentlichung
Der Film erschien in den USA am 3. Oktober 2015 auf dem Sender Syfy. Zu dieser Zeit startete gerade die Fernsehserie Zoo, in der Tiere ebenfalls ein aggressives Verhalten gegenüber Menschen entwickeln, in den USA. In Deutschland startete er am 4. Dezember 2015 in den Videoverleih. Der Film spielte geschätzte 625.000 US-Dollar ein.

## Rezeption
„Der Trash-Tierhorrorfilm huldigt einer enthemmten, auf Dauer langatmigen Raserei, die sich an blutigen Gore-Effekten erfreut, ohne die grausige Handlung auf eine metaphorische Ebene zu hieven.“

Kino.de ist der Meinung, dass die Schauspieler aus „der dritten oder vierten Reihe der Hollywoodreihe“ stammten und die „Zeit zwischen den durchaus mal blutig inszenierten Attacken“ „im Stile typischer Katastrophenfilme mit diversen Familienkonflikten mehr oder minder sinnvoll gefüllt“ wurde. Final wird resümiert, dass der Film für „Freunde des Tierhorror-Trash geeignet. wäre“.
Actionfreunde würdigt die Leistung von Eric Red als Regisseur, der „im Vergleich zu manch anderem „The Asylum“-Regisseur ganz genau weiß, was er da macht“. Dennoch ereilt diesem Film das Schicksal vieler Asylum-Produktionen, sodass der Film aufgrund dümmlicher und zäher Dialoge an Tempo verliert. Laut dem Blatt kommt Hauptdarsteller Rob Morrow „niemals im Film an“ und Kelly Rutherford spielt „wirklich grauenerregend schlecht“. Lediglich „Tristin Mays als sexy Heldin weiß einigermaßen zu gefallen, hat gegen Ende aber auch einige nervige Momente abbekommen“. Generell wird über den Film geschrieben, dass die Qualität besonders in den letzten 30 Minuten abnehme und „der Bodycount schwindelerregende Höhen, da die Hunde alles und jeden auffressen“, erreiche. Final wird resümiert, dass es sich um einen „der wertigsten Filme“ von The Asylum handelt und erhält sechs von zehn möglichen Punkten.
Der Rezensent Stabford Deathrage von culturedvultures.com nannte den Film „ungewollt urkomisch“ und „völlig lächerlich“.
Der Film hat im Audience Score, der Zuschauerwertung auf Rotten Tomatoes, bei über 50 Wertungen eine Bewertung von 7 %. In der Internet Movie Database hat der Film bei über 500 Stimmenabgaben eine Wertung von 3,2 von 10,0 möglichen Sternen (Stand: Februar 2024).